# 瑞比·傑克森
莫琳·瑞萊特·布朗（英語：Maureen Reillette Brown，1950年5月29日—），美国R&B與摇滚音乐歌手，出生於印第安那州的蓋瑞市，是約瑟夫與凱瑟琳的第一個孩子，流行樂之王麥可·傑克森的大姐。幼年受母親的影響加入耶和華見證人教會。

## 音樂生涯

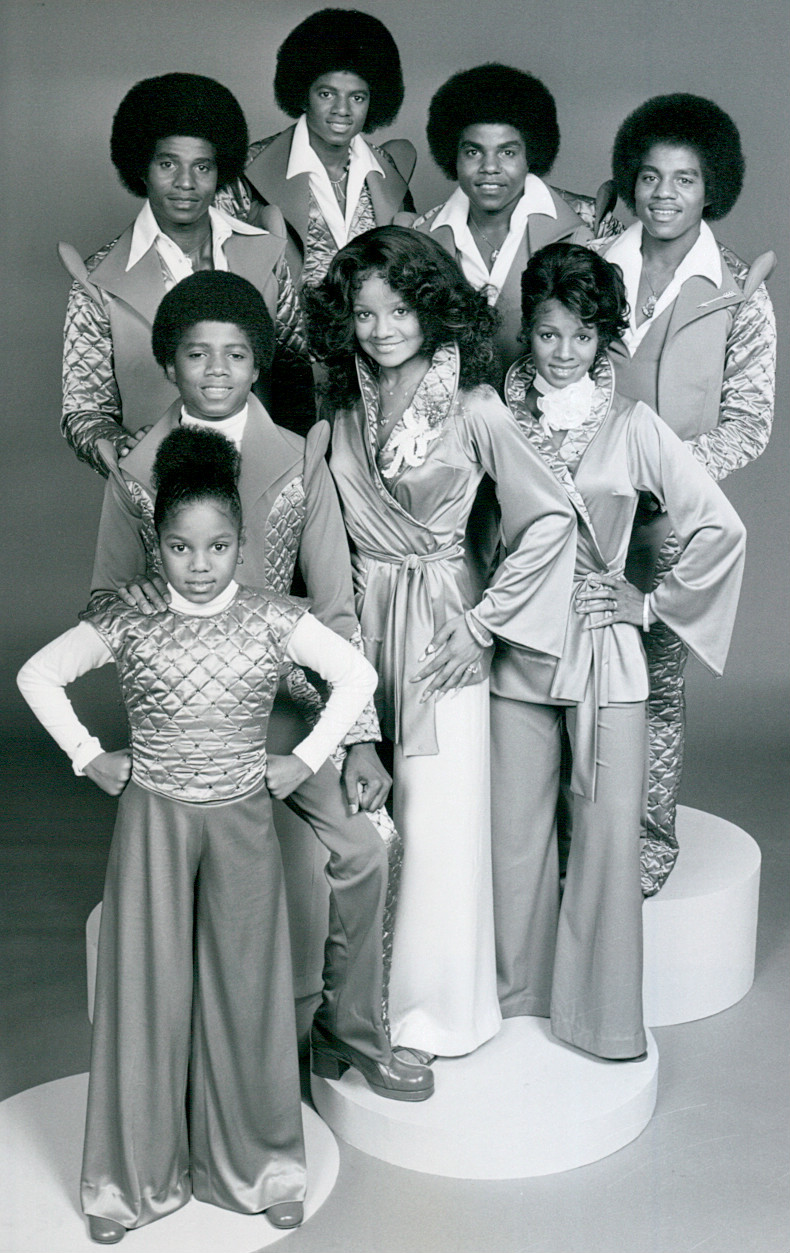
1977年的傑克森家族，第二行左起第一位即為瑞比

瑞比第一次登臺是1974年在拉斯韋加斯舉辦的傑克森家族大團圓電視特集中，其中有她和她的六個弟弟，兩個妹妹。這個節目後來被製作成錄影帶發售，名為The Jacksons TV Series。此後她曾在多個著名歌手的歌曲中演唱背景和聲。
1980年代，她加入哥倫比亞唱片公司，1984年首次公開了她的個人專輯Centipede（蜈蚣），同名主打歌曲是由她的弟弟麥可·傑克森和Smokey Robinson，Prince一起創作的。這是她最成功的單曲，其中麥可亦參與了背景和聲部分。瑞比當年曾被認為是即麥可、傑曼以後傑克森家族的又一巨星。在公開這張專輯之前，瑞比曾猶豫專輯封面是否要使用她的家族姓，因為她的家族是在太過著名，後來經唱片公司決定還是使用了她的家族姓，這有助於提高銷量。比較折中的辦法：封面名字Rebbie採用醒目的大藝術字體，而家族的姓Jackson在下方使用小字體標出。
1986年10月瑞比發表了第二張專輯Reaction，其中最受歡迎仍是同名主打歌曲，還有You Send The Rain Away這首與Robin Zander合唱的歌曲，兩手歌曲分別取得了Hot R&B榜第16與50的位置。這張專輯延續了Centipede的抒情R&B風格，但銷量不及上張專輯。
1988年2月瑞比發表了第三張專輯R U Tuff Enuff，這張專輯改變了之前的風格，轉向了當時流行的舞曲風，其中同名主打歌曲的單曲版本中邀請了饒舌團體Grandmaster Flash And The Furious Five中的成員Melle Mel合作，但單曲只取得了美國R&B第78名的位置，相對於前兩張專輯是比較失敗的。在之後瑞比迴歸到家庭中，淡出了音樂圈。
十年後的1998年她在弟弟麥可的唱片公司MJJ旗下發行了第四張專輯Yours Faithfully，她的三個孩子也參與了背景和聲的錄製。這張專輯收錄了一首麥可在1986年創作的歌曲Fly Away，這首原本是麥可的Bad專輯的候選歌曲之一，但最終並未發行（2001年的Bad特別版中收錄了獨唱版）。在瑞比的這張專輯中，Fly Away是由麥可演唱的背景和聲。同名主打歌曲只取得了R&B榜第76名的位置。

### 專輯
| 發行年 | 名稱                                                          | 榜單         | 榜單     | 全球銷量 |
| 發行年 | 名稱                                                          | U.S. Top 200 | U.S. R&B | 全球銷量 |
| ------ | ------------------------------------------------------------- | ------------ | -------- | -------- |
| 1984   | Centipede - 公開日期: 1984年2月10日 - 廠牌: 哥倫比亞唱片      | 63           | 13       | —        |
| 1986   | Reaction - 公開日期: 1986年1月1日 - 廠牌：哥倫比亞唱片        | —            | 54       | —        |
| 1988   | R U Tuff Enuff - 公開日期: 1988年7月13日 - 廠牌：哥倫比亞唱片 | —            | 58       | 300,000  |
| 1998   | Yours Faithfully - 公開日期: 1998年5月31日 - 廠牌: MJJ Music  | —            | —        | —        |

### 單曲
| 發行年 | 名稱                     | 榜單     | 榜單         | 榜單  | 收錄專輯         | 認證        |
| 發行年 | 名稱                     | U.S. R&B | U.S. Hot 100 | RIANZ | 收錄專輯         | 認證        |
| ------ | ------------------------ | -------- | ------------ | ----- | ---------------- | ----------- |
| 1984   | "Centipede"              | 4        | 24           | 4     | Centipede        | - 美國:黃金 |
| 1985   | "A Fork in the Road"     | 40       | —            | —     | Centipede        | —           |
| 1986   | "Reaction"               | 16       | —            | —     | Reaction         | —           |
| 1987   | "You Send the Rain Away" | 50       | —            | —     | Reaction         | —           |
| 1988   | "Plaything"              | 8        | —            | —     | R U Tuff Enuff   | —           |
| 1988   | "R U Tuff Enuff"         | 78       | —            | —     | R U Tuff Enuff   | —           |
| 1998   | "Yours Faithfully"       | 76       | —            | —     | Yours Faithfully | —           |

## 個人生活
瑞比在1968年她18歲時嫁給了兒時的青梅竹馬Nathaniel Brown。起初她的父親反對這門婚姻，他認為瑞比結婚為時過早，他希望瑞比能像她的六個弟弟那樣步入演藝行業，不過在她母親的堅持下最後還是同意了。
瑞比有三個孩子：長女Stacee Brown生於1971年，次女Yashi Brown生於1977年，兒子Austin Brown生於1985年。
值得注意的是，瑞比與四弟馬龍的愛人都是兒時各自的青梅竹馬，而且都是傑克森家族唯一與原配愛人結婚後未離婚的，都有三個孩子。